# Otón V de Schaumburg

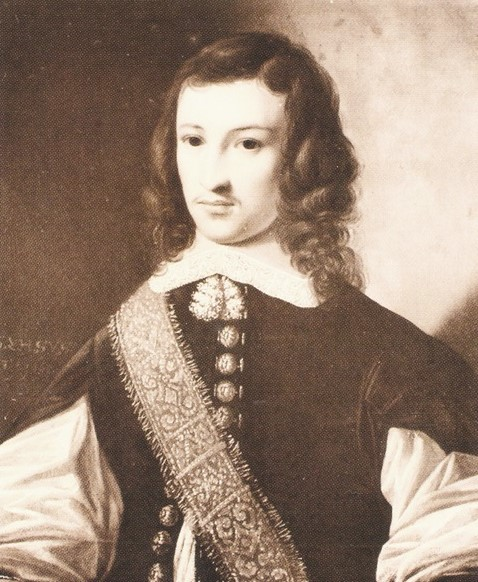
Otto V de Schaumburg.

Otto V de Schaumburg, según otro recuento también Otto VI (1 de marzo de 1614 - 14 de noviembre de 1640 en Bückeburg), fue el último conde de Holstein-Pinneberg y Schauenburg de la línea de Schaumburger.

## Biografía
Otto era hijo de Georg Hermann von Schauenburg y Gemen (nacido el 12 de abril de 1577, † 21 de diciembre de 1616) y Elisabeth zur Lippe (nacida el 9 de julio de 1592, † 16 de junio de 1646). Después de la muerte prematura de su padre se hizo cargo de su hermano Hermann (nacido el 15 de septiembre de 1575, † 5 de diciembre de 1634), la tutela. Para formar Otto pasó desde 1631 dos años en la Universidad de Bourges [1] y en París y dos en la Holanda. Ya en 1629 había sido incluido en la Fruitbearing Society bajo el nombre de "Valores".
Después de la muerte de su primo Jobst Hermann el 5 de noviembre de 1635, fue heredero del condado de Holstein-Pinneberg y el último descendiente de la casa Schauenburg en línea directa masculina. Su reinado cayó en la Guerra de los Treinta Años, que afectó particularmente sus posesiones al sur del Elba. Como todavía era menor de edad, primero estuvo bajo la tutela de Luis de Anhalt-Köthen, el cuñado de su madre, y Otto von Lippe-Brake, un tío materno. En la disputa de la sucesión sobre el gobierno de Gemen, perdió ante la abadesa Agnes de Limburg-Stirum.
En el otoño de 1636 su residencia Bückeburg fue ocupada y saqueada. Otto huyó del hambre y la peste a Gemen. En la primavera de 1637 fue secuestrado por las tropas imperiales a Lemgo y liberado solo contra el pago del rescate. En 1637, el propio Otto se hizo cargo del gobierno. Él era un calvinista ; los territorios que controlaba seguían siendo luteranos. Otto se esforzó por remediar el daño de guerra de la Universidad de Rinteln, fundada en 1619.
Murió dos semanas después de asistir a un banquete con el general sueco Johan Banér en Hildesheim participó, [2] la Bückeburg había hecho su sede. Fue enterrado el 6 de julio de 1642 junto con su predecesor, Jobst Hermann, en el mausoleo principesco de Stadthagen. [3]

## Herencia
El condado de Holstein-Pinneberg cayó después de largas disputas de herencia a dos tercios como Pinneberg a Cristián IV de Dinamarca y un tercio al duque Friedrich III. de Schleswig-Holstein-Gottorf, el Stammgraviate Schaumburg en parte al hermano de su madre, el conde Felipe I de Lippe, y en parte al Landgraviato de Hesse-Kassel. La parte de Gemen fue a los condes de Limburg-Styrum. La madre de Otto fue pagada con 145,000 Reichstalern.
- Datos: Q1693987
- Multimedia: Otto V, Count of Holstein-Pinneberg / Q1693987